# Mutație nefavorabilă
Mutația nefavorabilă reprezintă acea modificare a codului genetic ce dezavantajează individul față de ceilalți indivizi din specie.